# Grandma Moses
Anna Mary Robertson Moses (7 de setembre de 1860 - 13 de desembre de 1961), o Grandma Moses, va ser una artista popular nord-americana que pintava escenes familiars, costumistes i rurals.
Anna Mosses va viure gran part de la seva vida dedicada a la família i a la vida a la granja i no va començar a dedicar-se a la pintura fins als 78 anys, en cercar alguna activitat a fer per mantenir-se ocupada i que no li portés molta feina després de la mort del seu marit. És un exemple destacat d'una carrera artística exitosa iniciada a una edat avançada. L'any 1942 la revista Harper's Bazaar va dir d'ella: "Filla i esposa, ha estat una dona de granja tota la vida. Té cinc fills, onze néts, un besnét; encara guanya premis a les fires de la comarca per les seves melmelades i escabetx; i els seus pastissos s'apilen amb qualsevol del comtat de Washington."
Va guanyar popularitat durant la dècada de 1950, després d'haver aparegut en una portada de la revista Time el 1953. La seva autobiografia, titulada My Life's History, es va publicar l'any1952. També va rebre dos títols de doctora honoris causa. En el seu obituari de 1961 The New York Times va escriure: "El realisme senzill, l'atmosfera nostàlgica i el color lluminós amb què Grandma Moses va retratar la vida senzilla a la granja i al camp li van proporcionar un ampli seguiment. Podia captar l'emoció de la primera neu de l'hivern, els preparatius d'acció de gràcies i el verd nou i jove de la primavera que s'acosta... En persona, Grandma Moses encisava allà on anava. Una dona petita i alegre, amb ulls grisos entremaliats i un enginy ràpid, que li permetia ser de llengua aguda amb un adulador i severa amb un net que no es comportés bé."
L'obra de Grandma Moses ha estat objecte de nombroses exposicions a museus a tot el món i ha estat àmpliament comercialitzada, per exemple en targetes de felicitació. El 2006, el seu quadre de 1943 titulat Sugaring Off es va vendre a Christie's New York per 1,2 milions de dòlars, tot establint un rècord de subhasta per a l'artista.

## Infantesa

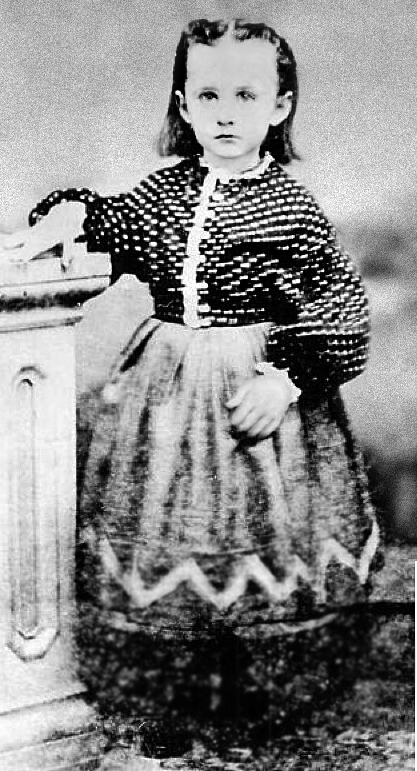
Anna Mary Robertson a la dècada de 1860

Anna Mary Robertson va néixer a Greenwich, Nova York, el 7 de setembre de 1860. Va ser la tercera dels deu fills nascuts de Margaret Shanahan Robertson i Russell King Robertson. El seu pare era pagès i tenia un molí de lli. Va assistir breument a una escola rural que és ara el Museu Bennington de Vermont i que té la col·lecció més gran de les seves obres als Estats Units. La seva inclinació a la pintura va començar a les classes d'art a l'escola i ja de petita pintava amb els recursos que tenia a l'abast com ara suc de llimona i raïm per fer colors per als seus "paisatges", ocre mòlt, herba, pasta de farina, llima i serradures.
Als 12 anys Anna Mary va començar a treballar a granges veïnes. Una de les famílies per a les quals treballava es va adonar del seu interès per unes estampes gravades que tenien a la casa i li van regalar materials de dibuix. Anna Mary va continuar treballant a diferents granges i es va guanyar la reputació de ser la millor noia treballadora de la contrada.

## Matrimoni i fills

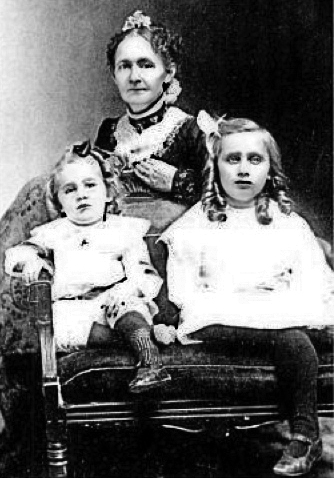
Anna Mary Robertson Moses amb dues de les seves filles

Als 27 anys va conèixer en Thomas Salmon Moses, que treballava a la mateixa granja que ella. Es van enamorar, es van casar, i es van traslladar al sud, a Virgínia, on van continuar treballant a diferents granges. L'any 1905, van tornar al nord-est dels Estats Units i es van establir a Eagle Bridge, Nova York. Van tenir deu fills, cinc dels quals van morir en la infantesa. Al llarg de la seva vida Anna Moses es va dedicar a la seva família i a les feines de la granja, que combinava amb altres activitats per aconseguir ingressos extres, com fer patates xip o mantega. També feia brodats, fins que la seva artritis li ho va impedir.
La parella va estalviar prou per comprar una granja a principis de l'any 1901, Mount Airy, prop de Verona, Virgínia, que l'any 2012 va ser inclosa al Registre Nacional de Llocs Històrics. Aquesta va ser la primera residència de la família i hi van viure fins que la van vendre l'any 1903 i poc després van comprar una altra granja. El carter, que vivia lluny, li va posar el nom de "Mount Nebo”, com la muntanya on Moisès va desaparèixer. Tot i que li encantava viure a la vall de Shenandoah, el 1905 l'Anna i el Thomas es van traslladar a una granja a Eagle Bridge, Nova York, a instàncies del seu marit. Els seus fills van proposar que la nova llar es digués també "Mount Nebo", i així va ser. Va ser en aquesta granja on Thomas Moses moriria d'un atac de cor, l'any 1927, amb 64 anys. En morir el seu pare el seu fill Forrest va ajudar l'Anna Mary a dur la granja fins que l'any 1936 es va jubilar i es va traslladar a viure a casa d'una filla.
Era coneguda com "Mother Moses" (mare Moses) o com "Grandma Moses" (àvia Moses), sobrenom amb li quedaria posteriorment quan va començar a exposar la seva obra

## Carrera artística

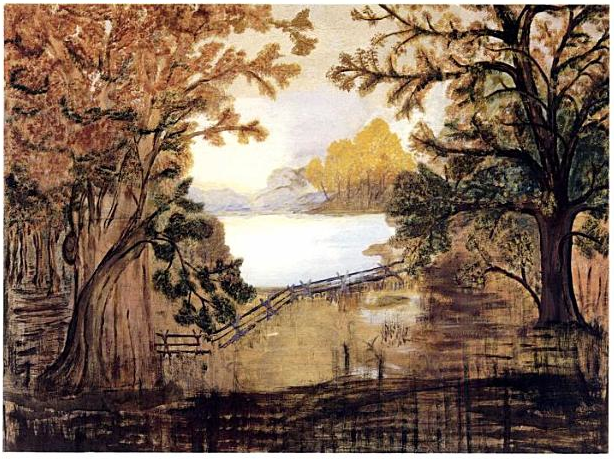
Tauler per tapar la llar de foc a l'estiu, decorat per Moses el 1918

A la seva llar Anna Moses pintava, cosia i decorava d'una manera molt creativa. Per exemple va fer una pintura per decorar el panell protector d'una una llar de foc (tauler de foc). També feia brodats de fil i labors encoixinades per regalar a familiars i amistats.
Amb l'edat Anna Moses va desenvolupar artritis i aquesta malaltia va fer que de manera progressiva el fet de brodar li fos dolorós. La seva germana Celestia va suggerir-li que pintar li seria més fàcil i amb aquesta idea es va iniciar la seva carrera com a pintora, ja amb 76 anys. Quan més endavant li feren entrevistes, Grandma Moses també va explicar que un altre motiu per dedicar-se a la pintura va ser poder fer regals de Nadal, ja que "era més fàcil fer [una pintura] que fer un pastís". A la seva autobiografia explica que "pintava per plaer, per mantenir-se ocupada i per passar el temps".
Si bé pot semblar que el seu interès per la pintura va aparèixer a una edat tardana, en realitat era la manifestació d'un somni d'infantesa. La vida de la granja no deixava gaire temps per a activitats artístiques. Això no obstant, va deixar constància de la seva passió ja de petita. Als 92 anys va escriure: "Jo era bastant petita, el meu pare ens portava a mi i als meus germans un paper blanc. Li agradava veure'ns dibuixar, era un cèntim el full i durava més que un caramel" i va continuar pintant al llarg de la seva vida, com ella explica: "Sempre m'ha agradat pintar, però només quadres petits per als regals de Nadal i coses així. Thomas no havia parlat mai de la meva pintura, pensava que era una ximpleria".

### Estil
Anna Moses es pot incloure com una artista d'art brut, en el sentit que va desenvolupar la seva tasca creativa de manera autodidacta i espontània, sense contacte amb les institucions artístiques establertes, responent a una forta motivació intrínseca i fent ús freqüentment de materials i tècniques inèdits. En entorns artístics americans es considera una artista primitiva americana i en aquest sentit seria similar a Séraphine Louis, una pintora autodidacta francesa descoberta per un marxant d'art l'any 1912 i que l'any 1932 va ser inclosa a una exposició que duia per nom Les primitifs modernes. Està, doncs, inclosa, dins el corrent del primitivisme.
El seu estil primerenc és més realista o primitiu que les seves obres posteriors, amb una manca de coneixement, o potser un rebuig, de la perspectiva bàsica. Inicialment creava composicions senzilles o copiava imatges existents i a mesura que avançava en la seva carrera artística va començar a crear composicions més complexes amb vistes panoràmiques de la vida rural. Aquestes escenes les pintava a partir dels seus records i evocaven èpoques passades. Com ella mateixa va expressar, "començaria a pintar i que llavors m'oblidaria de tot, de tot llevat de com eren les coses i com pintar-les perquè la gent sàpiga com vivíem". Amb aquest esperit a les seves obres d'art va ometre característiques de la vida moderna, com ara tractors i pals de telèfon. Anne Moses no pintava del natural. La idea de seure a l'exterior amb tots els estris de pintura necessaris no l'atreia i ho considerava molt poc pràctic. Pintava dins casa seva, després de tornar d'una visita o d'un passeig pel camp, o simplement després d'haver estat observant el paisatge. Pintava per recollir les impressions que acabava de tenir.
Les seves pintures d'hivern recorden algunes de les conegudes pintures d'hivern de Pieter Bruegel el Vell, encara que mai no havia vist la seva obra. Una fan alemanya va dir: "De les seves pintures emana un optimisme alegre; el món que ens mostra és bonic i és bo. Et sents com a casa en totes aquestes imatges i coneixes el seu significat. El malestar i la inseguretat neuròtica del dia a dia actual ens predisposen a gaudir de la mirada senzilla i afirmativa de Grandma Moses".
Va ser una pintora prolífica que va produir més de 1.500 quadres en menys de tres dècades. Inicialment cobrava entre 3 i 5 dòlars per una pintura, depenent de la seva mida, i a mesura que la seva fama va anar augmentant també el preu de les seves obres ho va fer. Als darrers anys venia les seves obres per preus que oscil·laven entre 8.000 i 10.000 dòlars.

### Exposicions inicials
Durant una visita a Hoosick Falls l'any 1938, Louis J. Caldor, un col·leccionista d'art que treballava com a enginyer a l'estat de Nova York, va veure quadres fets per Anne Moses a l'aparador d'una botiga local. Caldor, que en els seus viatges cercava artistes per conèixer, va entrar a la botiga i va demanar si en tenien més, d'obres. Va acabar comprant totes les pintures per un preu d'entre 3 i 5 dòlars cadascuna, i també va demanar el nom i l'adreça de l'artista per contactar amb ella. A les primeres trobades, Anne Moses i la seva família no van creure el potencial que Caldor va explicar que tenien les seves pintures, però el temps li va donar la raó. L'any següent, tres quadres de Grandma Moses es van incloure a l'exposició del Museu d'Art Modern de Nova York titulada "Contemporary Unknown American Painters". La seva primera exposició individual, "What a Farmwife Painted", es va inaugurar a Nova York l'octubre de 1940 a la Galerie St. Etienne d' Otto Kallir. El següent 15 de novembre es va celebrar una trobada amb l'artista i una exposició de 50 quadres als grans magatzems Gimbels. Les seves exposicions d'art incloïen mostres dels seus productes de forn i conserves amb què Moses també guanyava premis a les fires del comtat. La seva tercera exposició individual va tenir lloc a la Whyte Gallery, Washington, DC. El 1944, va començar a ser representada per l'American British Art Center i la Galerie St. Etienne, la qual cosa va augmentar les seves vendes. Els seus quadres s'exposarien al llarg dels següents 20 anys per tot Europa i els Estats Units. L'any 1973 el fundador de la Galerie St. Etienne, Otto Kallir va publicar el catàleg de les seves obres. També va crear Grandma Moses Properties Co. per tal de gestionar el seu patrimoni pictòric.
Les pintures de Grandma Moses es van utilitzar per donar a conèixer les festes americanes, com ara Acció de Gràcies, Nadal i el Dia de la Mare. Durant la dècada de 1950 les seves exposicions van batre rècords d'assistència a tot el món. La historiadora de l'art Judith Stein va assenyalar: "Una icona cultural, la nonagenària productiva i alegre es citava contínuament com a inspiració per a mestresses de casa, vídues i jubilats". Les seves pintures van ser reproduïdes en targetes de felicitació de Hallmark, rajoles, teles i ceràmica. També s'utilitzaven per comercialitzar productes, com ara cafè, pintallavis, cigarrets i càmeres.

### Reconeixement
El 1950, el National Press Club la va citar com una de les cinc dones més dignes de notícia i l'Associació Nacional de Fabricants de Vestits de la Casa la va honorar com a Dona de l'Any de 1951. Quan va arribar als 88 anys, la revista Mademoiselle la va nomenar "Dona Jove de l'Any". Va ser guardonada amb dos títols de doctora honoris causa. El primer va ser atorgat el 1949 pel Russell Sage College i el segon dos anys més tard pel Moore College of Art and Design.
El president Harry S. Truman li va lliurar el trofeu del Women's National Press Club Award per un èxit excepcional en l'art el 1949. Jerome Hill va dirigir el documental de 1950 de la seva vida, que va ser nominat a un premi de l'Acadèmia dels Òscars. El 1952 va publicar la seva autobiografia, My Life's History. En ella deia: "Miro enrere la meva vida com si fos un bon dia de feina, veig el que s'ha fet i em sento satisfeta. Estava feliç i contents, no sabia fer res millor i vaig aprofitar el millor que m'oferia la vida. I la vida és el que la fem, sempre ho ha estat, sempre ho serà." El 1955, va aparèixer com a convidada a See It Now, un programa de televisió presentat per Edward R. Murrow. [4]

## Anys posteriors i mort
Va ser membre de la Society of Mayflower Descendants i de Daughters of the American Revolution. El seu 100è aniversari va ser proclamat "Dia de Grandma Moses" pel governador de Nova York Nelson Rockefeller. La revista LIFE va celebrar el seu aniversari presentant-la a la portada del 19 de setembre de 1960. Se n'han publicat diverses obres infantils il·lustrades amb les seves obres. L'any 1958 la discogràfica RCA va publicar un disc amb cançons de Nadal Christmas with Grandma Moses; tres anys després l'editorial Random House publicà Grandma Moses Story Book. Un altre llibre infantil, The Year with Grandma Moses, va ser publicat l'any 2000.
Grandma Moses va morir als 101 anys el 13 de desembre de 1961 al Health Center de Hoosick Falls de Nova York. Està enterrada allà al cementiri de Maple Grove. El president John F. Kennedy la va recordar: "La mort de l'àvia Moses va privar la vida nord-americana d'una figura estimada. La senzillesa i la vivacitat de les seves pintures van restaurar una frescor primitiva en la nostra percepció del paisatge nord-americà. Tant la seva obra com la seva vida van ajudar la nostra nació a renovar el seu llegat pioner i recordar les seves arrels al camp i a les terres frontereres. Tots els nord-americans lamenten la seva pèrdua." Després de la seva mort, la seva obra va ser exposada en diverses grans exposicions itinerants als Estats Units i a l'estranger.

## Llegat i col·leccions

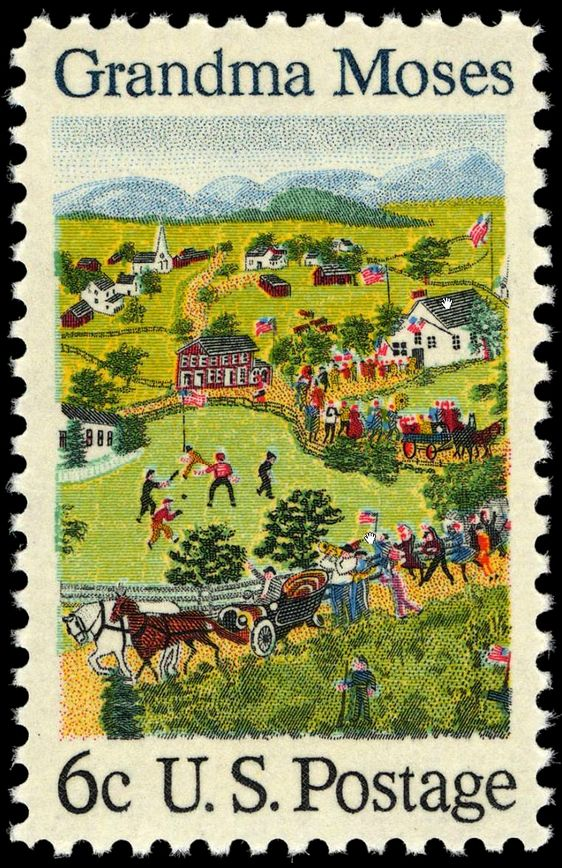
El segell postal dels EUA de 1969 en honor a l'àvia Moisès. Recrea la seva pintura el 4 de juliol, propietat de la Casa Blanca.

Una obra de 1942, The Old Checkered House, 1862, diferent dels seus paisatges hivernals habituals, va ser valorada al Memphis 2004 Antiques Roadshow. Havia estat comprada a la dècada de 1940 per menys de 10 dòlars i l'any 2004 se li va assignar un valor d'assegurança de 60.000 dòlars pel taxador Alan Fausel.
Otto Kallir de la Galerie St. Etienne va regalar el seu quadre El 4 de juliol (1951) a la Casa Blanca l'any1952. Aquesta pintura apareixeria posteriorment en el segell commemoratiu dels EUA que es va emetre en honor de Grandma Moses l'any 1969.

El novembre de 2006 la seva obra de 1943 Sugaring Off es va convertir en la pintura venuda per una quantitat més alta: amb un preu de sortida de 450.000-650.000 USD es va vendre per 1,360,000 USD. A la publicació de l'any 1946 que recollia 40 de les seves obres, comentades per ella mateixa, Grandma Moses va escriure sobre la seva obra Sugaring Off:
In the maple orchards long ago, after the maple sap had been evaporated till it would spin a hair, then a call was sent out to all of the young people to come to the waxen, they would pour the thick syrup on dishes of snow for each to eat, they would eat their fill and go home to dream sweet dreams.
La seva obra està repartida entre col·leccions privades i públiques, entre elles:
- El Museu Bennington de Bennington, Vermont, conté la col·lecció pública més gran de pintures de Moses[32][33]
- Museu de Brooklyn, Nova York[34]
- Hirshhorn Museum and Sculpture Garden, Washington DC[35]
- Museu d'Art Lauren Rogers, Laurel, Mississipí[36]
- Memorial Art Gallery de la Universitat de Rochester, Nova York[37]
- Museu Metropolitan d'Art, Nova York[38]
- Muscarelle Museum of Art, William & Mary, Williamsburg, Virgínia[39]
- Museu Nacional de les Dones en les Arts, Washington DC[40]
- The Phillips Collection, Washington DC[41]
- Museu d'Art Americà Smithsonian[42]